# Sent Privat dels Vièlhs
Sent Privat dels Vièlhs (en francès Saint-Privat-des-Vieux) és un municipi francès situat al departament del Gard i a la regió d'Occitània.